# Ymeray
Ymeray är en kommun i departementet Eure-et-Loir i regionen Centre-Val de Loire strax norr om centrala Frankrike. Kommunen ligger i kantonen Maintenon som tillhör arrondissementet Chartres. År 2022 hade Ymeray 574 invånare.

## Befolkningsutveckling
Antalet invånare i kommunen Ymeray
Referens:INSEE